# 로마의 상업

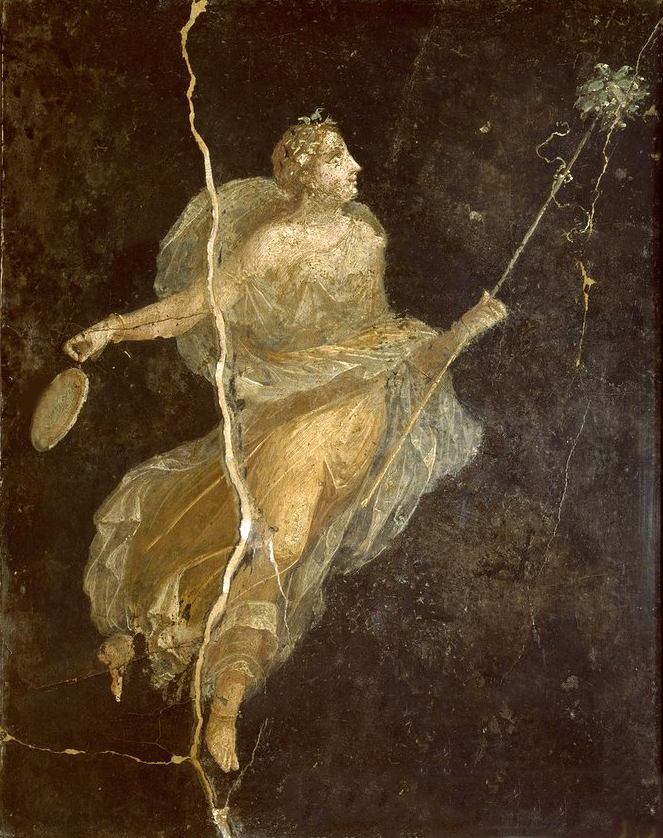
비단 옷을 입은 마이나스를 묘사한, 폼페이의 서기 1세기 프레스코화 (나폴리 국립 고고학 박물관 소장). 비단은 실크 로드를 따라 중국의 한나라에서 왔으며 반면 로마 제국의 값비싼 무역 물품인 로마 유리는 육상과 바다를 거쳐 한나라에 도달하였다.

로마의 상업은 공화정 후기와 제정 시대 대부분을 통틀어 로마의 경제에 있어 중요한 부분이었다. 역사학과 대중 문화 영역에서 로마의 유행과 트렌드는 링구아 프랑카 지위의 라틴어 그리고 로마 군단의 위엄 등의 분야를 선호하여  제국의 경제 부분은 도외시하는 경향이 있다. 라틴어와 로마 군단은 무역을 통해 뒷받침되었고 그 중추의 일부였다. 로마인들은 사업가들이기도 했으며, 이들 제국의 장수는 로마인들의 상업 무역을 통해 이뤄졌다.
하지만 이론상 로마 원로원 의원들과 이들의 자손들은 무역에 종사할 경우 제한을 받았던 반면에, 기사 계급 출신들은 이들이 상위 계층이라는 평가를 받았음에 무역에 관여하였는데, 이런 점은 이들이 군사 활동과 여가 활동에 중점을 두도록 하였다. 플레브스와 해방 노예들은 시장에 상점이나 가판대를 보유했었고, 방대한 수의 노예들은 대부분의 중노동에 종사하였다. 이 노예들은 또한 고대 로마의 상업에 있어 매매 대상이기도 하였다. 고대 그리스 사회와 비교했을 때 로마 사회에서 노예들의 높은 비율, 도망자들의 현실, 노예전쟁과 소규모 봉기 등 때문에, 로마의 노예들은 로마 상업에 있어 독특한 특징을 부여하였다.
복잡성을 띠고 여러 분야가 얽혀있으며 또한 방대했기 때문에 로마의 무역 분야에서 로마인들은 카운팅 보드와 로마식 주판을 사용하였다. 로마 숫자 체계를 사용한 로마식 주판은 로마의 화폐를 세고 로마의 단위를 기록하는 데 최적화되어 있었다.

## 네고티아토레스, 메르카토레스, 행상인

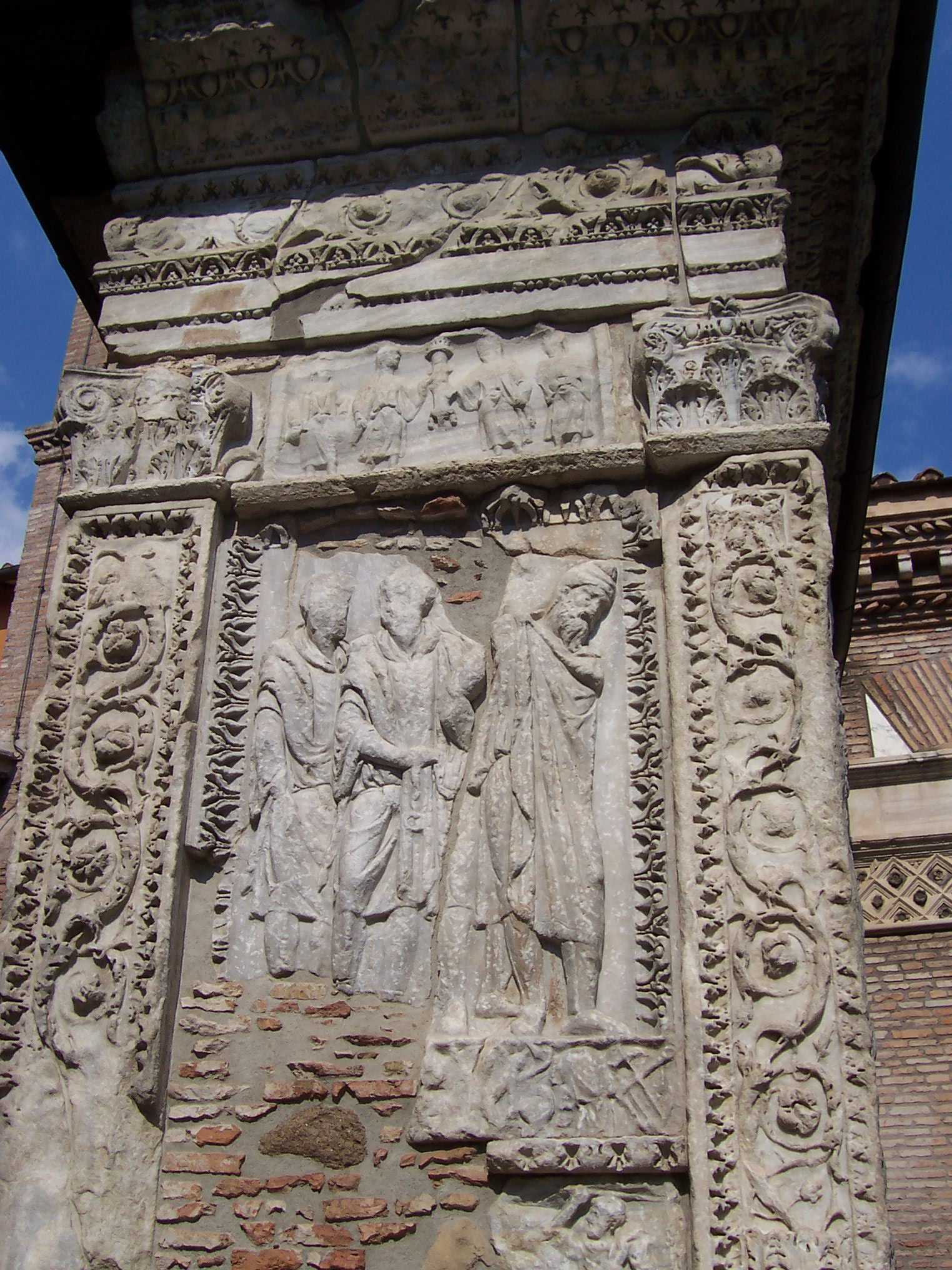
공물을 바치는 포룸 보아리움의 아르겐타리와 네고티안테스를 묘사하는 로마 시내 아르쿠스 아르겐타리오룸의 부조

'네고티아토레스'(negotiatores)는 이자를 받고 돈을 빌려주었기에 부분적으로 은행가들이었던 자들이었다. 이들은 또한 대량으로 주요 산물들을 사고 팔거나 상품을 도매로 거래했다. '아르겐타리'는 공매(公賣)나 사매(私賣)에서 대리인 역할을 하였고, 개인들을 위한 보증금을 보관했으며, 수표 (prescriptiones)를 현금으로 바꾸는 환전상 역할을 하였다. 일부 상황에서 아르겐타리(argentarii)는 네고티아토레스의 부분 집합 정도로 고려되었지만 그 외에는 별개의 무리로 여겨진다. 이 일부 상황에서 아르겐타리는 나라에서 임명한 공인 은행가들이던 '멘사리'와 동일한 일을 했었다. 이들은 '투불라이'(tabulae)라고 하는 수직판을 들고 다녔는데 이 필기 자료는 법원에서 법적 자료로 다뤄졌다.
'메르카토레스'(mercatores)는 보통 플레브스들이나 해방노예 출신이었다. 이들은 노천 시장이나 상가 건물, 상설 가판대, 도로 옆의 행상 등 모든 영역에 존재했었다. 또한 이들은 군사 작전 시의 로마 군영에도 있었다. 메르카토레스는 식료품과 의복을 로마 군인들에게 팔고 군사 활동 시에 발생하는 약탈물을 사들였다.
서기 3세기경에 작성된 유대인 관련 서류를 통해 로마령 팔레스타인의 경제에 대한 정보를 엿볼 수 있었다. 순회를 하는 행상들 (rochel)은 향신료와 향료 등을 교외 지역 사람들에게 전달하였다. 이런 점은 로마 제국의 경제적 혜택이 상류층 수준의 소작농들에게도 도달했음을 시사한다.

## 상업 기반 시설

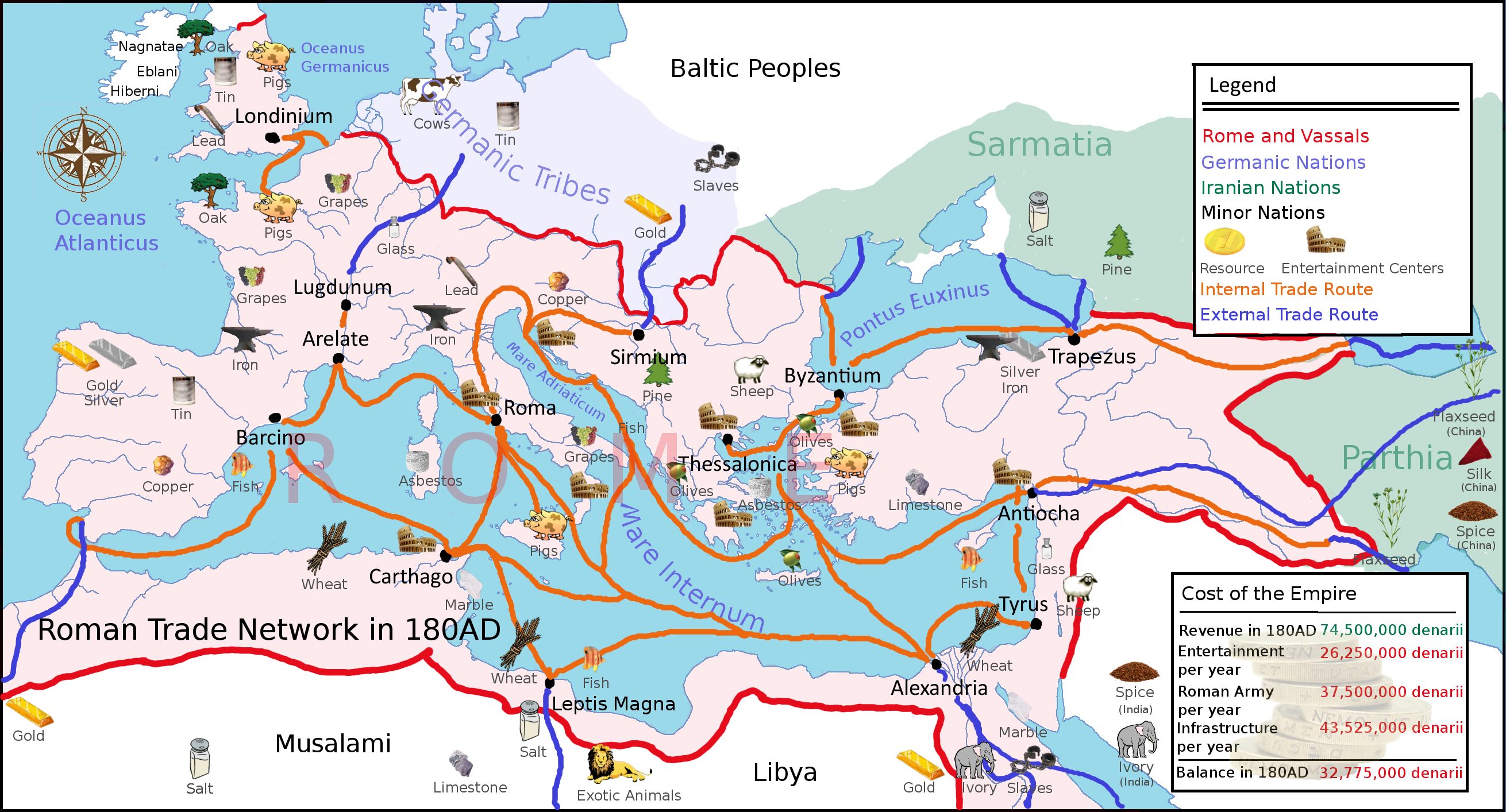
서기 180년 당시 주요 대내 및 대외 로마 무역로

고대 로마의 포룸 쿠페디니스는 일반적 상품들을 제공하던 시장이었다. 가축, 포도주, 생선, 허브, 채소 등 특정 상품들에 특화된 대형 시장이 최소한 네 곳이 있었지만, 로마 포룸이 대규모 유통을 이끌었다. 팀가드 같은 모든 신도시들은 수송과 상업을 촉진시켰던 직교 구조의 그리드 플랜에 따라 배치되었다. 이러한 도시들은 뛰어난 도로로 연결되어 있었다. 항해가 가능한 강들은 널리 사용되었고 일부 수로들도 설치되었으나, 도로만큼이나 분명한 고고학적 흔거들을 남기지는 못했다. 결과적으로, 수로들은 저평가되는 경향이다. 평화를 유지하는 것 역시도 무역 팽창에 있어 중요한 요소였다. 모든 취락들, 그 중에서도 특히나 소규모인 곳들은 경제적으로 합리적인 위치에 있을 수 있었다. 로마 제국 전후에, 언덕 꼭대기의 방어 시설들은 소규모 취락에 선호되었고 해상강도 행위는 아주 거대한 도시들을 제외하는 해안에 있는 모득 취락들을 위험하게 하였다.
1세기경, 로마 제국의 속주들은 해상 교역로를 통해 대규모의 상품들을 다른 곳으로 교역하고 있었다. 이때 전문화가 이뤄지는 경향이 커져갔는데, 그 중에서도 제조업, 농업, 광업 분야였다. 일부 속주들은 이집트와 북아프리카의 곡물, 이탈리아, 히스파니아, 그리스 지역의 포도주와 올리브유처럼 특정 상품의 생산을 전문화하였다.
로마 경제에 대한 지식은 극도로 고르지 못하다. 농산물 분야 등 대규모 교역품들은 일반적으로 직접적인 흔적을 남기지 못한다. 그러나 아주 예외적으로, 베레니케에서 좀 더 예상되는 무화과, 건포도, 대추 외에도 후추, 아몬드, 헤이즐넛, 우산소나무 씨앗, 호두, 코코넛, 살구, 복숭아 등 장거리 무역의 증거가 존재한다. 포도주, 올리브유, 가룸 (발효한 어장) 교역은 극히 이례적으로 '암포라'에 남아 있다.마르멜루 잼이나 마멀레이드 등의 뻑뻑한 시리아의 수출품이 로마로 향했다는 문헌도 존재한다.

### 육로
무려 로마 공화정 이전인, 로마 왕정 시절에 로마는 테베레강을 사용한 정기적인 무역에 종사했었다. 포에니 전쟁이 지중해의 상업적 속성을 완전히 바꿔놓기 전까지, 로마는 카르타고와 중요한 통상 교역을 맺고 있었다. 또한 공화정 시절에 단순한 소매 무역 외에도 주요 경쟁 도시들과 일부 상업 및 정치적 협약을 맺기도 했었다. 로마 제국은 실크 로드 너머로 (파르티아 및 다른 중개국들을 통하여)중국과 교역을 하였다.

### 해로

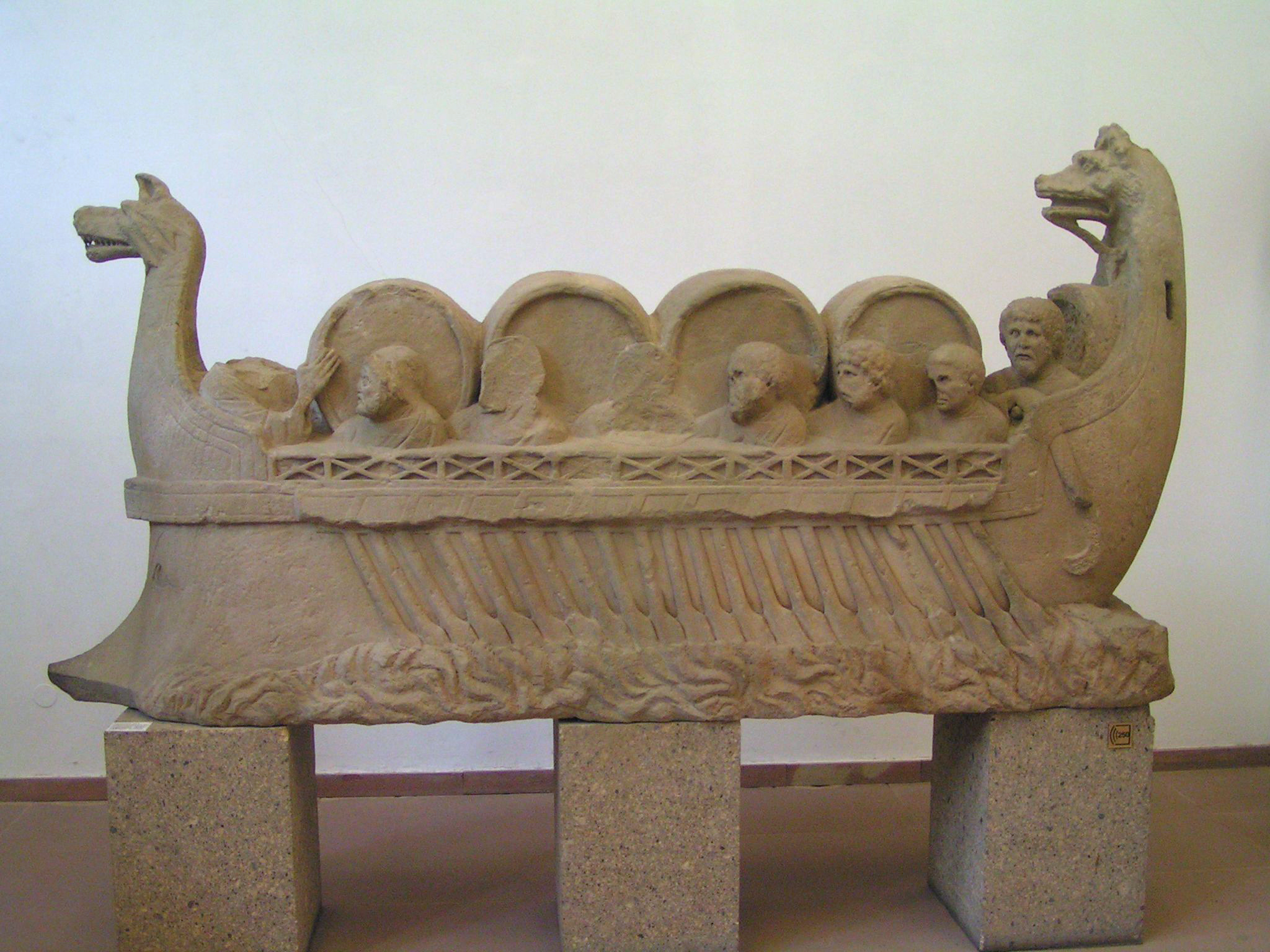
포도주로 추정되는 상품을 실은 하천 수송선

해양 고고학과 고전 고대 시기의 필사본들은 거대한 로마의 상업용 함대의 증거에 대해 나타내고 있다. 이에 대한 가장 상당한 흔적들은 키비타베키아, 오스티아, 포르투스, 렙티스 마그나, 카이사리아 마리티마 같이 항구, 방파제, 창고, 등대 등의 사회 기반 시설 흔적들이다. 로마시 자체적에서는 몬테 테스타키오가 이 교역의 규모를 입증하는 증거라 할 수 있다. 대부분의 로마 공학 기술과 마찬가지로, 로마의 원양 항해용 상업선은 이전 세기의 그리스 배들에서 대단한 진보가 이뤄진 것은 아니었으나, 보호 목적의 선체상의 납 씌움이 한층 흔해진 것처럼 보인다. 로마인들은 원형 선체 항해선을 사용하였다. 수 세기간 지속적인 지중해의 치안 보장은 로마의 도로가 바퀴보다는 짐을 실은 노새가 운송하는 육상 무역이 대부분으로 이뤄진 도보나 말 발굽에 좀 더 맞춰졌고, 장거리 상업적 물품 운송을 충분히 받춰지지 못했던 점을 고려할 때, 로마 상업의 성공에 있어 중요한 요소 중 하나였다. 로마 해군의 리부르나 갤리선과 트리레메 등이 없었다면 상업에 사용된 로마의 선박들은 해적들의 쉬운 먹잇감이 되었을 것이다.

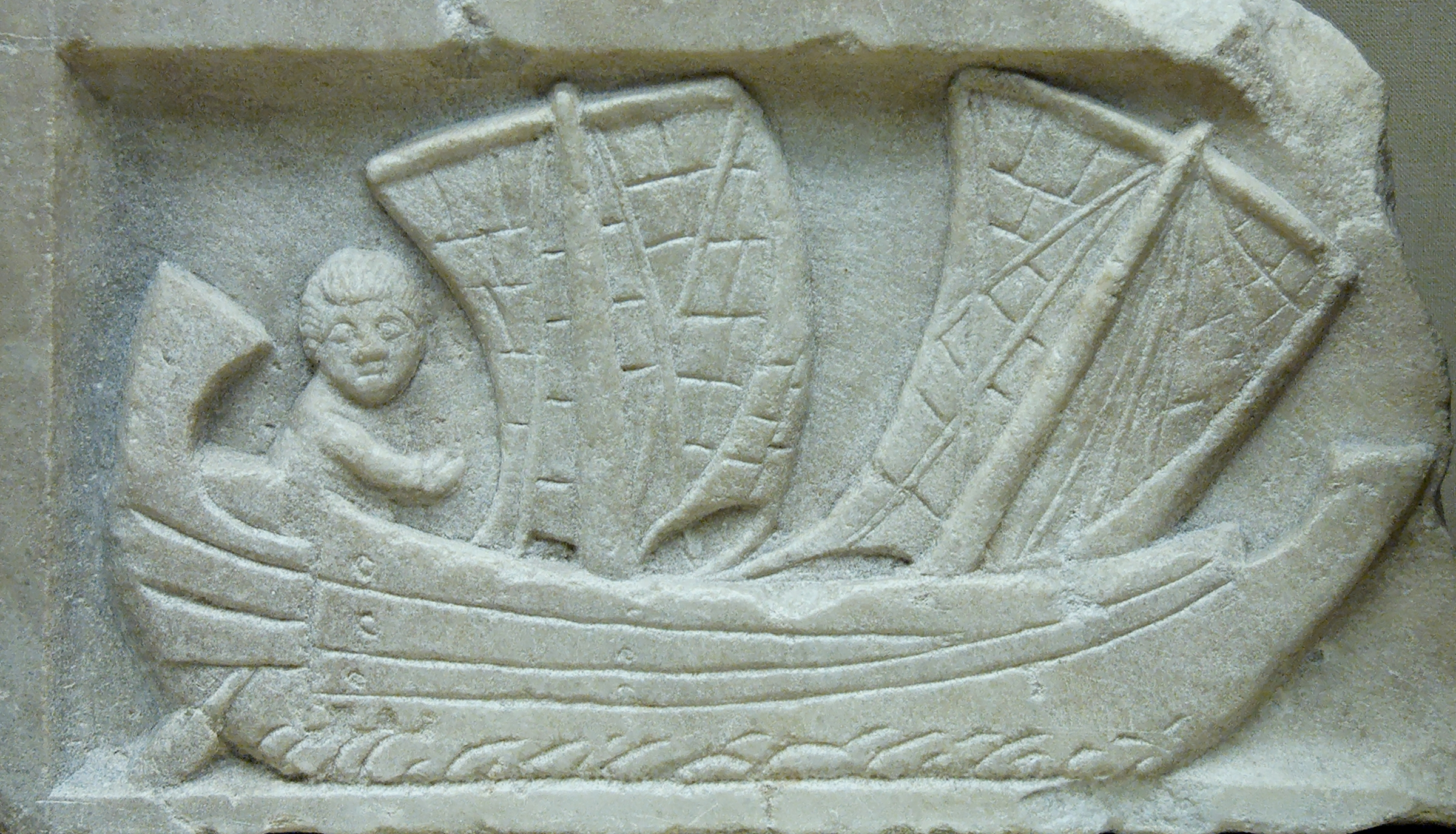
소형 연안 무역선

곡물과 건설 재료같이 부피가 크나, 저가인 상품들은 해상 교역로를 통해서 교역이 이뤄졌는데, 해상 수송이 육상보다 여섯 배는 비용이 저렴했기 때문이었다. 빵을 만드는 곡류와 문서 제작을 위한 파피루스 같은 주된 상품들은 지속적인 제작 의뢰에 따라 프톨레마이오스 이집트에서 이탈리아로 수출되었다.
인도양 무역은 서기 1세기와 2세기에 번성하였다. 선원들은 로마령 이집트의 홍해 해안에 있는 베레니케, 레우코스 리멘, 미오스 호르모스 등의 항구에서 말라바르 해안의 무지리스, 넬킨다 등 항구를 향해 인도양을 건너기 위해 계절풍을 이용하였다. 남인도의 주요 교역 상대들은 판디아, 촐라, 체라 등의 타밀 왕조들이었다. 인도에서 여러 로마 유물이 발견되고 있으며 예시로 푸두체리의 아리카메두 유적지가 있다. 그리스어로 쓰인 '에리트라해 안내기'에서 인도양 일대의 항구들과 교역품들에 대한 세심한 묘사들을 찾아볼 수 있다 (인도-로마 교역 문서 참조).

### 표준 단위
표준 암포라인 '암포라 카피톨리나'는 로마의 카피톨리노 언덕에 있는 유피테르 신전에서 보관되었다, 따라서 다른 암포라들과 비교될 수 있었다. 고대 로마의 단위 체계는 이집트의 영향과 함께 고대 그리스 단위 체계를 토대로 형성되었다. 로마의 단위 체계는 무게를 기반으로 했었으며, 정확했고 기록에도 잘 남아있다. 거리에 관해서도 있었으며, 정부 관료들을 통해 돌과 같은 곳에 체계적으로 표시되었다.
꽤나 표준적이었고 꽤나 안정적이며 풍부했던 로마의 통화는 최소한 서기 200년경쯤에는 무역을 상당히 촉진시켰다. (이집트는 이 시기에 자체적인 통화를 두고 있었고 일부 속주 도시들도 자신들만의 화폐를 발행하였다.)

## 인도, 중국과 접촉
알렉산드로스 대왕이 저 멀리 인도까지 정복했을 당시, 로마의 신 바쿠스도 그곳에 갔었다고 전해진다. 사하라 이남 아프리카 지역처럼 극동은 로마인들에게 신비로운 곳이었다.

### 인도

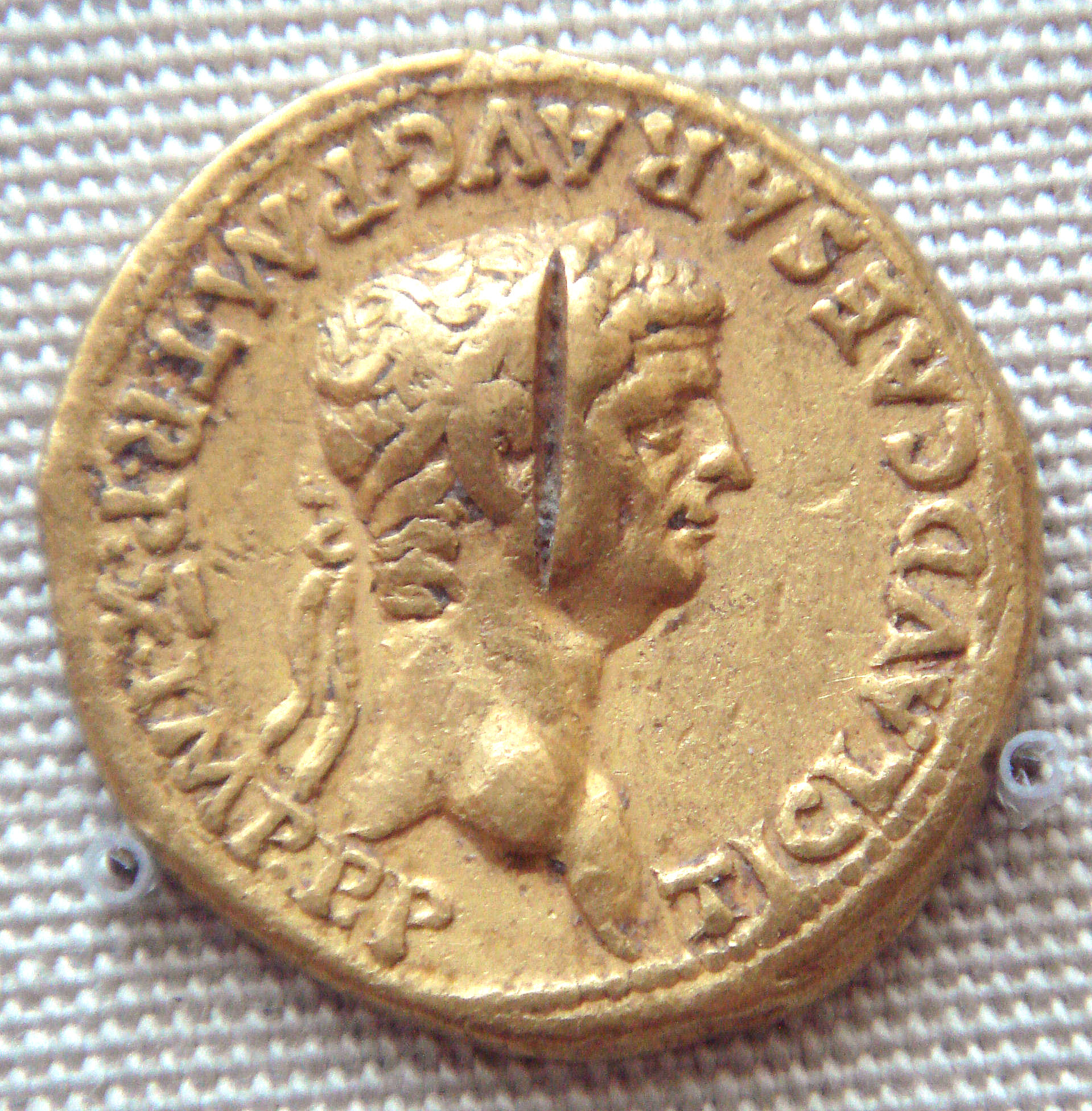
남인도에서 발굴된 클라우디우스의 금화.

아우구스투스의 수행단 내에 인도인이 있기도 했었고(Plut. Alex. 69.9), 또한 그는 인도에서 온 사절단을 맞이한 적이 있는데 (Res Gestae, 31), 한번은 기원전 25년 스페인에서, 또 한번은 기원전 20년 사모스에서 맞이하였다.
인도양 무역은 서기 1세기와 2세기에 번성하였다. 선원들은 로마령 이집트의 홍해 해안에 있는 베레니케, 레우코스 리멘, 미오스 호르모스 등의 항구에서 말라바르 해안 and.의 무지리스, 넬킨다 등 항구를 향해 인도양을 건너기 위해 계절풍을 이용하였다. 남인도의 주요 교역 상대들은 판디아, 촐라, 체라 등의 타밀 왕조들이었다. 인도에서 여러 로마 유물이 발견되고 있으며 예시로 푸두체리의 아리카메두 유적지가 있다. 그리스어로 쓰인 '에리트라해 안내기'에서 인도양 일대의 항구들과 교역품들에 대한 세심한 묘사들을 찾아볼 수 있다. 라틴어 문헌 자료에서, 인도인이라는 단어 (Indi)는 인도와 그 너머의 모든 아시아인들을 지칭하였다.
인도에서 수출되는 주요 물품들은 후추, 카르다몸, 정향, 계피, 백단유 등의 향신료와 진주, 루비, 다이아몬드, 에메랄드, 상아 등의 보석류였다. 교역 시에 로마인들은 은과 금을 교역하였다. 로마-인도 교역의 역사 기간 로마 주화 뭉텅이가 남인도에서 발견되고 있다. 로마 유물이 교역 중심지 중 한 곳이었던 항구 도시 아리카메두에서 발견된 바 있다.

### 중국

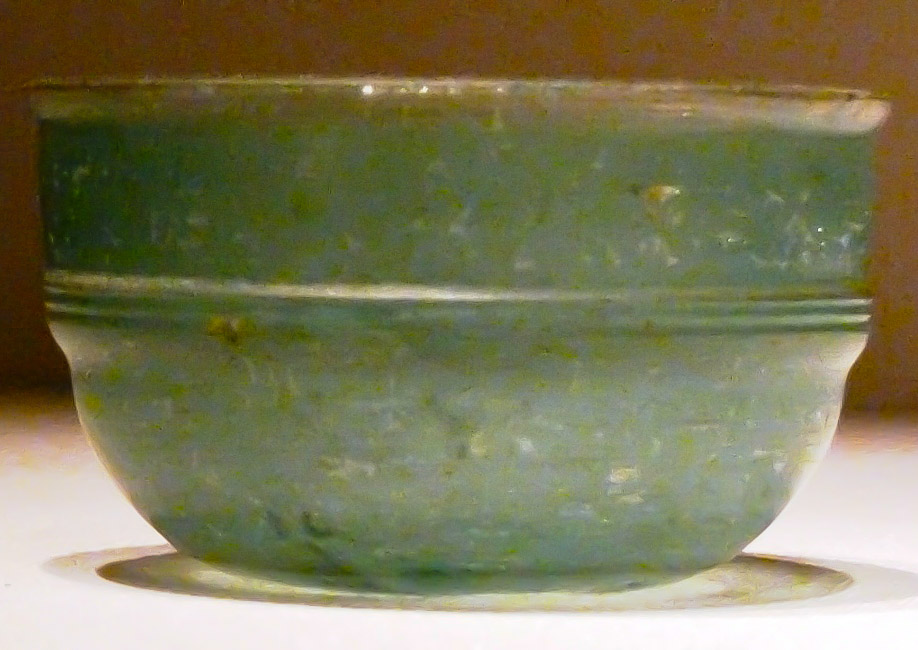
중국 광시 지역에 있는 후한 시대 (서기 25년-220년)의 무덤에서 발굴된 녹색 로마 유리잔. 기원전 1세기 초의 것으로 추정되는, 중국에서 최초의 로마 유리제품으로, 기원전 1세기 초의 것으로 추정하며 남쪽의 항구 도시 광저우에 있는 서한 시대의 무덤에서 출토되었고, 인도양과 남중국해를 통해 도달한 것으로 보인다.

로마의 무역상들이 동남아시아에 있었음을 연상시키는 고고학적 증거가 존재하는데, 프톨레마이오스는 저서 지리학에서 동남아시아의 존재를 대략적으로 배치시켰으며 그는 마그누스 시누스 (걸프만과 남중국해)와 접하고 있는 이 지역을 '시나이'라 명명했다. 알렉산드로스라는 이름의 그리스 선원이 방문했다고 하는 황금반도 (말레이반도)에 위치한 도시 '카티가라'는 베트남의 고대 취락 옥에오일 가능성이 높은데 옥에오에서 안토니누스 피우스 (재위:138년-161년)와 마르쿠스 아우렐리우스 집권기 (재위:161년-180년) 당시의 메달 같은 안토니누스 왕조의 시대 유물들이 발견되고 있다. 중국의 정사들인 위략, 후한서 등에 기록된 166년의  한 사건은 이 활동과 직접적으로 연관되어 있는 것처럼 보이는데, 해당 역사서들에서 안돈(중국어: 安敦/안토니누스 피우스 또는 마르쿠스 아우렐리우스)이 보낸 대진 (로마 제국)에서 온 사절단이 남쪽의 교지군 (베트남 북부)에 발을 내딛었고 후한 환제에게 조공을 바쳤다고 한다. 레이프 드 크레스피그니와 워릭 볼 등은 로마 사료에서 이 사건에 대해 언급이 없었다는 점을 고려했을 때 이 사절단이 마르쿠스 아우렐리우스가 보낸 공식 외교관들이 아닌, 상인들일 가능성이 가장 높다고 보았다.
3세기 시기 중국 사료에 기록된 두 번의 다른 로마 사절단과 후대 비잔티움 제국 (중국어: 拂菻; 한어병음: Fú lǐn)이 몇 차례 더 파견한 사절단이 있었음에도, 4세기 이후의 동로마 제국 (비잔티움) 주화가 대량으로 발견된 중국 시안에서 티베리우스 (재위: 서기 14년–37년)에서 아우렐리아누스 (재위: 서기 270년–275년) 시기의 주화 16개만이 겨우 발견되었을 뿐이었다. 게다가 이는 인도에서 발견된 로마의 주화의 양에 비해서는 또한 미약했는데, 이 점은 인도가 중국의 비단을 가장 많이 사들이는 곳임을 시사할 것이다. 따지고 보면, 향신료 무역이 비단 무역보다 로마 경제에 있어 훨씬 중요하였다.
3세기의 중국 사서 위략은 로마 제국의 생산품과 그 교역로에 대해 묘사한다.

## 상업과 종교
원래는 '메르카토레스'와 곡물 무역의 신일 뿐이었던 메르쿠리우스는 마침내 상업 활동에 관련된 모든 것들의 신이 되었다. 5월 14일에 열리는 메르쿠랄리아에서, 로마 상인들은 메르쿠리우스에게 격식 있는 기도 의식을 했을 것이고 자신의 손님들과 물품 공급자들에게 행했던 모든 속임수에서 비롯한 죄를 자기 자신과 재산으로부터 없애 달라 애원했을 것이다.

## 무역에 대한 엘리트 계층과 이중 의식
리비우스가 원로원 의원과 그 후손들이 암포라 300병 (대략 7톤)보다 더 많이 소유하는 것을 제한시키는 클라우디우스 법에 대해 언급하는 동시에, 원로원 의원들은 키케로가 실제로 기소 움직임을 벌이지는 않았으나 베레스를 공격했을 당시 이 법률을 언급했듯이 실제로는 의심의 여지가 없이 무역에 종사하고 있었다.
원로원 의원들은 규모 제한 하에서 배를 소유하고 사용하는 것이 허용되었으며, 카토는 농장을 지어야 할 곳에 조언할 때 상품들을 수송할 수 있도록 접근 가능한 강, 도로, 또는 항구 근처에 지으라 자세하게 언급하였는데 이는 원로원 의원이 교역을 통해 얻은 모든 수익이 부도덕하다고 한 리비우스의 주장과 직접적으로 상충된다. 원로원 의원들은 보통 자유인이나 노예 대리인들을 법적 제한의 허점으로 사용하였으며, 따라서 이들의 수입원을 다양화시켰다.
부의 획득이라는 것이 바람직하지 않다고 말한 바는 없으나, 플리니우스는 로마인은 명예로운 수단을 통해 큰 재산을 얻어야 한다고 언급했고 폴리비우스는 무역에서 비롯한 수익에 대해 카르타고와 로마의 입장 비교를 서술한 바 있다. 따라서 무역에 있어 ㅔ엘리트 계층의 역할에 대한 혼란이 발생하게 되었는데 테렌스 같은 경우 대규모 무역에 관해서는 문제가 없다고 하였다. 그는 전세계의 생산품을 대량으로 수입하는 것이 사실 완전히 영예롭고 합법적이라 하였는데 이렇게 될 경우 토지를 구입하고 로마 농업에 투자하는 성공적인 무역가로 이어지기 때문이며 불명예로운 것은 소규모 무역이라 하였다. 소규모 무역은 타키투스가 셈프로니우스 그라쿠스의 소규모 무역 관여에 대해 묘사하며 저속한 것으로 다시 한번 나타낸다.
카토는 직접 무역에 관여했었으나 무역이 위험한 직업이라며 경고를 하기는 했었는데, 아마 이 부분은 원로원 의원들이 무역을 하다 위험에 빠지게 되면 원로원 의원으로서 재정적 한계점에 빠질 수 있었고 상대적으로 토지를 보유하는 것이 훨씬 안전한 투자였기에 원로원 의원을 무역 사업에서 배제하는 것을 유지하려는 이유의 일부였을 것이다. 플루타르코스는 카토의 무역 관여에 대하여 상세히 묘사하며, 대리인 (퀸티오라는 이름의 해방 노예)을 이용해 50명으로 이뤄진 별개 조직을 통하여 사업을 운영하는 방법을 나타내었다.
원로원 의원들의 무역 제한은 초창기에는 이 제한이 적용되지 않던 플레브스 계층인 호민관을 통해 통과된 것이었다. 이 개혁은 기사 계급 및 그 외 부유한 상인들이 급속도록 커지던 무역 산업에서 원로원 의원들을 몰아내기 위해 이뤄진 것이라는 의혹도 있다.

## 무역 계층
로마 제국 인구의 다수는 교외 지역에 살았고, 무역에 종사한 인구의 일부는 엘리트 계층에 비해 훨씬 빈곤 계층이었다. 산업 생산량은 꽤나 적었는데, 빈곤 계층 다수가 생산품을 살 수 없었기 때문이었다. 기술적 진보가 이로 인해 방해를 받았다. 로마 제국 서방 지역에 대한 도시화 역시도 제한적이었다. 노예들이 기술력보다는 산업 생산 수단의 대부분을 차지하였다.

## 같이 보기
- 로마의 화폐
- 로마의 금융

## 추가 참고 문헌
- Bowman, Alan K., and Andrew Wilson. Quantifying the Roman Economy: Methods and Problems. Oxford: Oxford University Press, 2009.
- Callataÿ, François de. Quantifying the Greco-Roman Economy and Beyond. Bari: Edipuglia, 2014.
- Duncan-Jones, Richard. Structure and Scale In the Roman Economy. Cambridge: Cambridge University Press, 1990.
- Garnsey, Peter, and Richard P. Saller. The Roman Empire: Economy, Society and Culture. 2nd edition. Oakland, CA: University of California Press, 2015.
- Greene, Kevin. The Archaeology of the Roman Economy. Berkeley: University of California Press, 1986.
- Jones, A. H. M. The Roman Economy: Studies In Ancient Economic and Administrative History. Oxford: Blackwell, 1974.
- Lewit, Tamara. Agricultural Production In the Roman Economy, A.D. 200-400. Oxford: Tempus Reparatum, 1991.
- Peacock, D. P. S., and D. F. Williams. Amphorae and the Roman Economy: An Introductory Guide. London: Longman, 1986.
- Russell, Ben. The Economics of the Roman Stone Trade. 1st edition. New York: Oxford University Press, 2013.
- Scheidel, Walter. The Cambridge Companion to the Roman Economy. Cambridge: Cambridge University Press, 2012.
- Scheidel, Walter, Richard P. Saller, and Ian Morris. The Cambridge Economic History of the Greco-Roman World. Cambridge: Cambridge University Press, 2007.
- Temin, Peter. The Roman Market Economy. Princeton: Princeton University Press, 2013.
- Tomber, R. Indo-Roman Trade: From Pots to Pepper. London: Duckworth, 2008.
- Vrba, Eric Michael. Ancient German Identity In the Shadow of the Roman Empire: The Impact of Roman Trade and Contact Along the Middle Danube Frontier, 10 BC - AD 166. Oxford: Archaeopress, 2008.